# Musée d'histoire de Figeac
 (novembre 2013).
Si vous disposez d'ouvrages ou d'articles de référence ou si vous connaissez des sites web de qualité traitant du thème abordé ici, merci de compléter l'article en donnant les références utiles à sa vérifiabilité et en les liant à la section « Notes et références ».
Le musée d'histoire de Figeac est un musée ethnographique situé à Figeac dans le département du Lot.

## Histoire
Le musée d'histoire de Figeac incarne la mémoire de la ville et du département et témoigne des voyages lointains effectués par ses nombreux et généreux donateurs. Labellisé "Musée de France" par le Ministère de la Culture et de la Communication, il était situé au premier étage de l'hôtel de la Monnaie sous le nom de "Musée du Vieux Figeac" puis il a été réaménagé dans l'esprit des cabinets de curiosités dans les salles situées dans l'ancien collège-séminaire du Puy, sur les hauteurs de la ville, derrière l'église Notre-Dame-du-Puy.
Inauguré le 23 novembre 2012, il a rouvert au public en juillet 2013.